# 新洞站
新洞站（：／ Sindong yeok */?）是京釜線的一座鐵路車站，位於韓國庆尚北道漆谷郡枝川面，有無窮花號列車停靠。新洞貨物線由此站岔出。

## 車站結構
站體為2面4線的雙島式月台。

### 月台配置
| ↑ 倭館          |
| ４３ \| ２１ \| |
| 大邱 ↓          |

| 月台 | 路線   | 類別     | 目的地                        |
| ---- | ------ | -------- | ----------------------------- |
| 1    | 京釜線 | 無窮花號 | 不使用                        |
| 2    | 京釜線 | 無窮花號 | 往 東大邱、慶山、釜山方向     |
| 3    | 京釜線 | 無窮花號 | 往 金泉、榮州、大田、首爾方向 |
| 4    | 京釜線 | 無窮花號 | 不使用                        |

## 历史
- 1918年10月25日，落成使用。
- 2004年7月17日，新站舍竣工。

## 车站周边
- 漆谷高等学校
- 新童初等学校
- 白雲寺

## 相鄰車站
韓國鐵道公社
京釜線
一般列車
蓮花－新洞－枝川
無窮花號
倭館－新洞－大邱
新洞貨物線
新洞－新洞貨物